# Frans Alexander Sjöcrona
Frans Alexander Sjöcrona, före 1819 Cronsjoe, född 11 augusti 1798 i Malmö, död där 23 september 1872, var en svensk militär.
Frans Alexander Sjöcrona var son till lantrådet Cornelius Sjöcrona och Helena Beata Wiedberg. Han blev junkare vid Mörnerska husarregementet 1814, kornett vid Kronprinsens husarregemente och avlade officersexamen samma år. Sjöcrona blev löjtnant vid Kronprinsens husarregemente 1820, regementskvartermästare 1828, ryttmästare 1835, skvadronschef 1840, major 1844, överstelöjtnant 1848 och överste 1849. Han var 1849–1858 chef för Kronprinsens husarregemente. Sjöcrona blev 1841 riddare och 1858 kommendör av Svärdsorden samt 1848 riddare och 1856 kommendör av Dannebrogorden.